# Edgardo Riveros
Edgardo Sebastián Riveros Marín (Los Ángeles, 3 de septiembre de 1949) es un abogado y político chileno, militante del Partido Demócrata Cristiano  (PDC). Se desempeñó como subsecretario General de Gobierno durante la administración de los presidentes Patricio Aylwin (1990-1994) y Eduardo Frei Ruiz-Tagle (1994-1997). Luego, ejerció como diputado de la República en representación del distrito n° 30, de la Región Metropolitana de Santiago durante dos periodos consecutivos, desde 1998 hasta 2006. Posteriormente fungió como subsecretario General de la Presidencia bajo el primer gobierno de Michelle Bachelet (2006-2010) y, subsecretario de Relaciones Exteriores bajo el segundo mandato de Bachelet (2014-2018).

## Biografía

### Familia y estudios
Nació el 3 de septiembre de 1949, en Los Ángeles (Chile), hijo de David Riveros Galleguillos y de Berta Ernestina Marín.
Está casado con María Angélica Massone Péndola, con quien es padre de dos hijos: Sebastián y Rosy.
Realizó sus estudios primarios en el Colegio Santa Gema Galgani de San Bernardo, mientras que los secundarios en el Liceo de Hombres de la misma comuna. Luego de finalizar su etapa escolar, ingresó a la Facultad de Derecho de la Pontificia Universidad Católica (PUC). Posteriormente, continuó la carrera en la Universidad Complutense de Madrid, España, donde se tituló de abogado el 19 de abril de 1983, convalidando sus estudios en Chile el 30 de marzo de 1984.
Tiempo después, cursó un magíster en ciencias políticas y derecho imternacional público en la Universidad de Bonn en Alemania.

### Vida laboral
En el ámbito laboral, se desempeñó como profesor de derecho internacional público en las Facultades de Derecho de la Universidad Católica, Central, de Chile y Nacional Andrés Bello. Asimismo, ha sido director de la Escuela de Ciencia Política de la Universidad Miguel de Cervantes entre 2011 y 2014, y presidente del Centro Democracia y Comunidad desde 2010 hasta el 10 de marzo de 2014. Además, se incorporó como miembro de Número del Instituto Hispano-Lusoamericano de Derecho Internacional (IHLADI).
En su calidad de abogado, se integró a la Sociedad Chilena de Derecho Internacional y a la Sociedad Chilena de Ciencia Política. También fue investigador del Instituto Chileno de Estudios Humanísticos (ICHEH) y de la Corporación de Estudios del Desarrollo (CED). Entre otras actividades, entre 1986 y 1990, trabajó como gerente general de la Administradora de Fondos de Pensione Magíster S.A.

## Trayectoria política

### Inicios y subsecretario de Lagos y Frei Ruiz-Tagle
Inició sus actividades políticas al integrarse a la Juventud Demócrata Cristiana de Chile (JDC), donde fue presidente provincial del 4° Distrito de Santiago (antiguas provincias de Maipo, San Bernardo, Melipilla y San Antonio) y luego presidente provincial del Maipo, vicepresidente de la juventud y vicepresidente nacional.
Por otra parte, el 11 de marzo de 1990 fue nombrado por el presidente Patricio Aylwin como subsecretario General de Gobierno, ejerciendo hasta el 1 de julio de 1997, bajo el gobierno de Eduardo Frei Ruiz-Tagle.

### Diputado
En las elecciones parlamentarias de 1997 fue elegido como diputado por el distrito n° 30, correspondiente a la provincia del Maipo, Región Metropolitana, para integrar el L Período Legislativo, entre 1998 y 2002. Obtuvo 36.483 votos, correspondientes al 28,73% del total de los sufragios emitidos válidamente. Integró las Comisiones Permanentes de Trabajo y Seguridad Social; de Relaciones Exteriores, Asuntos Interparlamentarios e Integración Latinoamericana, la cual presidió.
Fue reelegido en las elecciones parlamentarias de 2001, nuevamente representando a la provincia del Maipo, por el periodo legislativo 2002-2006. En esa ocasión integró las Comisiones Permanentes de Relaciones Exteriores, Asuntos Interparlamentarios e Integración Latinoamericana; de Trabajo y Seguridad Social; Investigadora sobre derecho de los Trabajadores y preside la Especial de Drogas. En las elecciones parlamentarias de 2005 se presentó nuevamente como candidato a diputado, pero no consiguió la reelección, por el periodo 2006-2010.

### Primer gobierno de Michelle Bachelet
El 11 de marzo de 2006, fue designado por la presidenta Michelle Bachelet, como subsecretario General de la Presidencia, permaneciendo en el cargo hasta el final de la administración, el 11 de marzo de 2010.
Entre enero y marzo de 2010, integró también la «Comisión Presidencial Asesora para la Calificación de Detenidos Desaparecidos, Ejecutados Políticos y Víctimas de Prisión Política y Tortura», luego de la renuncia de algunos de sus integrantes.

### Segundo gobierno de Michelle Bachelet
En enero de 2014 fue designado como subsecretario de Relaciones Exteriores por la presidenta electa Michelle Bachelet, para encabezar su segundo gobierno. Asumió el 11 de marzo de ese año, hasta el final de la presidencia en la misma fecha de 2018.

## Historial electoral

### Elecciones parlamentarias de 1997
- Elecciones parlamentarias de 1997, candidato a diputado por el distrito 30 (Buin, Calera de Tango, Paine y San Bernardo)[3]

### Elecciones parlamentarias de 2001
- Elecciones parlamentarias de 2001, candidato a diputado por el distrito 30 (Buin, Calera de Tango, Paine y San Bernardo)[4]

### Elecciones parlamentarias de 2005
- Elecciones parlamentarias de 2005, candidato a diputado por el distrito 30 (Buin, Calera de Tango, Paine y San Bernardo)[5]